# Liste des premières femmes par fonction ou titre
Cette liste des premières femmes par fonction ou titre témoigne de l'émergence des femmes aux postes de responsabilité politique, scientifique ou culturelle au cours des derniers siècles.

## Femmes pionnières dans leur domaine
| Année     | Nom              | Pays        | Première femme |
| --------- | ---------------- | ----------- | --- |
| 1843      | Ada Lovelace     | Royaume-Uni | Pionnière de la programmation informatique. |
| 1863      | Berthe Morisot   | France      | Pionnière de l'impressionnisme. |
|           | Alice Guy-Blaché | France      | Pionnière du cinéma. |
|           | Marie Marvingt   | France      | Pionnière de l'aviation, civile et militaire, de l'automobile, de la médecine militaire, de la natation, du cyclisme, de l'alpinisme, du ski, du tir sportif, et d'autres sports. |
| 1906-1907 | Hilma af Klint   | Suède       | Pionnière de la peinture abstraite. |

### Découvertes notables faites par des femmes
| Année | Nom                                        | Pays              | Première femme |
| ----- | ------------------------------------------ | ----------------- | --- |
| 1856  | Eunice Newton Foote                        | États-Unis        | Physicienne, identifie l'impact du CO2 sur le climat de la terre ; présentation faite par son responsable puis publication sous le nom de son mari Elisha Foote. |
| 1905  | Nettie M. Stevens                          | États-Unis        | Biologiste, découvre le rôle joué par le chromosome Y dans la détermination sexuelle ; dépossédée de sa publication.                                             |
| 1908  | Henrietta Leavitt                          | États-Unis        | Astronome, auteure de la « Loi de Leavitt ». |
| 1915  | Amalie Emmy Noether                        | Allemagne         | Mathématicienne, auteure notamment de plusieurs théorèmes portant son nom.                                                                                       |
| 1938  | Lise Meitner                               | Autriche          | Codécouverte de la fission nucléaire ; spoliée de son prix Nobel.                                                                                                |
| 1953  | Rosalind Franklin                          | États-Unis        | Biologiste, découvre la structure en hélice de l'ADN (Cliché 51).                                                                                                |
| 1956  | Chien-Shiung Wu                            | Chine États-Unis  | Physicienne, prouve expérimentalement la non-conservation de la parité dans les interactions faibles.                                                            |
| 1958  | Marthe Gautier                             | France            | Biologiste, découvre l'anomalie chromosomique responsable de la trisomie 21 ; dépossédée de sa publication.                                                      |
| 1967  | Jocelyn Bell                               | États-Unis        | Découverte d'un pulsar ; spoliée de son prix Nobel. |
| 1983  | Françoise Barré-Sinoussi                   | France            | Codécouverte du VIH ; prix Nobel de physiologie ou médecine en 2008.                                                                                             |
| 1997  | Claudine Montgelard                        | France            | Biologiste, phylogénéticienne, elle définit le clade des cétartiodactyles,.                                                                                      |
| 2012  | Jennifer Doudna et Emmanuelle Charpentier, | États-Unis France | Mettent au point la technique d'édition génomique CRISPR-Cas9. Prix Nobel de chimie 2020.                                                                        |
| 2020  | Katalin Karikó                             | Hongrie           | Met au point la technologie des vaccins à ARN. |

## Premières femmes par fonction

### Premières femmes connues pour leur fonction dans l'Histoire

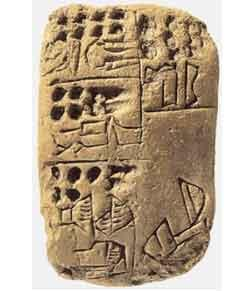
Tablette de Tapputi-Belatekallim

Durant l'Antiquité, plusieurs femmes sont philosophes ou scientifiques mais la perte des documents antiques fait que le plus souvent seul leur nom est connu .
- Aganice, également connue sous le nom d'Athyrta (1900 av. J.-C.), était une princesse égyptienne du Moyen Empire connue pour ses travaux sur l'astronomie et la philosophie naturelle.
- Tapputi-Belet-ekalle (1200 av. J.-C.), parfumeuse mésopotamienne, est référencée dans le texte d'une tablette cunéiforme. Elle est souvent considérée comme la première chimiste connue.
- Marie la Juive (Ier siècle), une des premières alchimistes du monde et reconnue comme telle, inventrice du bain marie qui lui doit son nom.
- Aglaonice de Thessalie (IIe siècle), astronome grecque,  souvent considérée comme la première femme astronome.
- Cléopâtre (IIIe siècle), alchimiste égyptienne reconnue pour avoir inventé l'alambic.
- Pandrosion (IVe siècle), mathématicienne grecque, développe une approximation numérique des racines cubiques.
- Hypatie (IVe siècle), philosophe, astronome et mathématicienne, à la tête de l’école néoplatonicienne d’Alexandrie est la première dont la vie et les travaux sont parvenus jusqu'à nous.

### Premières femmes par fonction à l'époque moderne et contemporaine
| Année      | Nom                            | Pays                         | Première femme |
| ---------- | ------------------------------ | ---------------------------- | --- |
| 1713/1715  | Anne-Marguerite Petit du Noyer | Royaume de France            | Première journaliste connue (pour sa couverture des traités d'Utrecht)                                                                                            |
| 1737       | Émilie du Châtelet             | Royaume de France            | Première femme connue à obtenir une publication scientifique |
| c. 1740    | Laura Bassi                    | États pontificaux            | Physicienne, première femme à obtenir une chaire universitaire en sciences                                                                                        |
| 1843       | Ada Lovelace                   | Royaume-Uni                  | Développeuse, première personne à avoir réalisé un programme informatique                                                                                         |
| 1849, 1853 | Elizabeth Blackwell            | États-Unis                   | Médecin (diplôme puis fonction) |
| 1876       | Franceline Ribard              | France                       | Première ophtamologue |
| 1880       | Nellie Bly                     | États-Unis                   | Reporter, globe trotter |
| 1881       | Jane Dieulafoy                 | France                       | Archéologue et photographe, première à avoir photographié les ruines de Persépolis                                                                                |
| 1885       | Séverine                       | France                       | Directrice de publication d'un quotidien |
| 1886       | Zelia Nuttall                  | États-Unis                   | Professeure honoraire d'archéologie (Mexico) |
| 1896       | Alice Guy                      | France                       | Réalisatrice de cinéma (pour La Fée aux choux) |
| 1898       | Anna Mackenroth                | Suisse                       | Première avocate admise au barreau de Zurich |
| 1900       | Olga Petit                     | France                       | Première avocate assermentée en France. |
| 1901       | Jeanne Chauvin                 | France                       | Première avocate à plaider en France. |
| 1908       | Thérèse Peltier                | France                       | Première femme à piloter un avion. |
| 1910       | Élisa Deroche                  | France                       | Première femme à avoir obtenu son brevet de pilote-aviatrice. |
| 1911, 1912 | Harriet Quimby                 | États-Unis                   | Première femme à avoir obtenu son brevet de pilote aux États-Unis, première femme-pilote à avoir traversé la Manche.                                              |
| 1917       | Alexandra Kollontaï            | Union soviétique             | Première femme ministre, puis première femme ambassadrice d'un pays.                                                                                              |
| 1933       | Lotfia ElNadi                  | Égypte                       | Première femme africaine et première femme arabe à obtenir son brevet de pilote.                                                                                  |
| 1946       | Charlotte Béquignon-Lagarde    | France                       | Première femme à accéder à la magistrature en France. |
| 1948       | Geneviève Janssen-Pevtschin    | Belgique                     | Première femme à accéder à la magistrature en Belgique. |
| 1953       | Vijaya Lakshmi Pandit          | Inde                         | Première ministre du cabinet, première ambassadrice, première femme à la tête d'une délégation de l'ONU, première femme à présider l'assemblée générale de l'ONU. |
| 1940       | Khertek Anchimaa-Toka          | Tannou-Touva                 | Première femme cheffe d'État. |
| 1953       | Sühbaataryn Yanjmaa            | République populaire mongole | Première femme cheffe d'État par intérim (présidente du Præsidium du Grand Khural d'État).                                                                        |
| 1955       | Li Zhen                        | Chine                        | Première femme générale d'une armée |
| 1960       | Sirimavo Bandaranaike          | Sri Lanka                    | Première femme Première ministre d'un pays. |
| 1961       | Janine Lambotte                | Belgique                     | Première présentatrice de journal télévisé (en Europe). |
| 1963       | Valentina Terechkova           | Union soviétique             | Première femme dans l'espace. |
| 1963       | Renée Pellet                   | Suisse                       | Première femme à accéder à un exécutif en Suisse. |
| 1965       | Emma Kammacher                 | Suisse                       | Première femme à accéder à la présidence d'un parlement cantonal.                                                                                                 |
| 1968       | Song Qingling                  | Chine                        | Première femme présidente par intérim. |
| 1974       | Isabel Martínez de Perón       | Argentine                    | Première présidente d'un pays. |
| 1975       | Lise Girardin                  | Suisse                       | Première femme à accéder à la tête d'un exécutif municipal en Suisse.                                                                                             |
| 1975       | Élisabeth Domitien             | République centrafricaine    | Première femme Première ministre en Afrique. |
| 1976       | Dior Fall Sow                  | Sénégal                      | Première procureure du Sénégal. |
| 1980       | Vigdís Finnbogadóttir          | Islande                      | Première présidente de la république élue au suffrage universel.                                                                                                  |
| 1984       | Svetlana Savitskaïa            | Union soviétique             | Première femme à effectuer une sortie extravéhiculaire. |
| 1991       | Irène Pétry                    | Belgique                     | Première femme présidente de la Cour constitutionnelle (Cour d'arbitrage).                                                                                        |
| 1993       | Élisabeth Pognon               | Bénin                        | Première femme présidente de la Cour constitutionnelle. |
| 1999       | Hélène Carrère d'Encausse      | France                       | Première secrétaire perpétuelle de l'Académie française. |
| 2001       | Clotilde Médégan-Nougbodé      | Bénin                        | Première femme présidente de la Haute Cour de justice du Bénin.                                                                                                   |
| 2015       | Catherine Melet-Champrenault   | France                       | Première femme procureure générale de Paris, |
| 2020       | Martha Niquille                | Suisse                       | Première femme présidente du Tribunal fédéral de la Suisse. |
| 2021       | Sandra Mason                   | Barbade                      | Première présidente de la république au début (La Barbade, à la date, n'a pas eu un président de sexe masculin).                                                  |
| 2021       | Céline Berthon                 | France                       | Première femme directrice générale adjointe de la Police nationale (DGPN) en 2021 et directrice générale de la Sécurité intérieure (DGSI) en 2023                 |
| 2021       | Laure Beccuau                  | France                       | Première femme procureure de la République de Paris, |

### Premières femmes parlementaires
| Année | Nom                                                                     | Pays                        | Première femme |
| ----- | ----------------------------------------------------------------------- | --------------------------- | --- |
| 1871  | Isabelle du Brésil                                                      | Brésil                      | Sénatrice |
| 1907  | 19 femmes                                                               | Finlande                    | Députées à l'Eduskunta |
| 1917  | Jeannette Rankin                                                        | États-Unis                  | Membre de la Chambre des représentants. La première sénatrice est Rebecca Latimer Felton, en 1922, mais elle est nommée et ne siège qu'une journée ; la première sénatrice élue est Hattie Wyatt Caraway, en 1932.       |
| 1917  | 10 femmes                                                               | République russe RSFSR      | Députées à l'Assemblée constituante, qui donne naissance à la république socialiste fédérative soviétique de Russie |
| 1918  | Constance Markievicz                                                    | Royaume-Uni                 | Députée à la Chambre des communes. Elle n'y siège cependant pas. En 1919, Nancy Astor est la première députée britannique à siéger                                                                                       |
| 1918  | 4 femmes                                                                | Danemark                    | Députées au Folketing |
| 1918  | 5 femmes                                                                | Danemark                    | Députées au Landsting |
| 1919  | 37 femmes (liste non exhaustive)                                        | Allemagne                   | Députées à l'Assemblée nationale de Weimar puis au Reichstag |
| 1919  | 8 femmes                                                                | Autriche                    | Députées à l'Assemblée nationale constituante |
| 1921  | Edith Cowan                                                             | Australie                   | Au niveau local (Assemblée législative d'Australie-Occidentale). En 1943, Enid Lyons et Dorothy Tangney sont les premières femmes élues au Parlement fédéral, respectivement à la Chambre des représentants et au Sénat. |
| 1921  | Marie Janson                                                            | Belgique                    | Sénatrice. La première députée est Lucie Dejardin, en 1929 |
| 1921  | 5 femmes                                                                | Suède                       | Députées au Riksdag |
| 1930  | Cairine Wilson                                                          | Canada                      | Sénatrice |
| 1931  | Clara Campoamor, Victoria Kent et Margarita Nelken                      | Espagne                     | Députée aux Cortes |
| 1931  | Berta Pīpiņa                                                            | Lettonie                    | Députée au Parlement |
| 1933  | Elizabeth McCombs                                                       | Nouvelle-Zélande            | Députée à la Chambre des représentants |
| 1933  | Leila Reitz (en)                                                        | Afrique du Sud              | Députée à l'Assemblée nationale |
| 1935  | 18 femmes                                                               | Turquie                     | Députées à la Grande Assemblée nationale |
| 1941  | Elisa Rosales Ochoa                                                     | Philippines                 | Députée à l'Assemblée nationale |
| 1945  | Käthe Popall                                                            | Allemagne                   | Membre du Sénat de Brême |
| 1945  | 33 femmes                                                               | France                      | Députées à l'Assemblée nationale |
| 1946  | 21 femmes                                                               | Italie                      | Membres de l'Assemblée constituante. Les premières sénatrices sont Lina Merlin et Rita Montagnana, en 1948 |
| 1946  | 39 femmes                                                               | Japon                       | Membres de la Diète |
| 1947  | Khin Kyi                                                                | Birmanie                    | Membre du Parlement |
| 1947  | Shaista Suhrawardy Ikramullah                                           | Pakistan                    | Députée de l'Assemblée constituante |
| 1948  | Émilienne Rochecouste et Denise de Chazal                               | Maurice                     | Députées de l'Assemblée nationale |
| 1949  | Orapin Chaiyakan (en)                                                   | Thaïlande                   | Membre de la Chambre des représentants |
| 1951  | Inés Enríquez Frödden                                                   | Chili                       | Députée à la Chambre. La première sénatrice est María de la Cruz, en 1953 |
| 1951  | Marie Grace Augustin                                                    | Sainte-Lucie                | Députée au Conseil législatif (nommée ; la première élue est Heraldine Rock, en 1974) |
| 1953  | Estela Quesada, Ana Chacón et María Teresa Obregón (en)                 | Costa Rica                  | Députées à l'Assemblée législative |
| 1957  | Ella Koblo Gulama                                                       | Sierra Leone                | Députée au Parlement |
| 1957  | Rawya Ateya                                                             | Égypte                      | Députée à l'Assemblée nationale |
| 1957  | Senedu Gebru                                                            | Éthiopie                    | Députée au Parlement |
| 1958  | Tong Siv Eng (en)                                                       | Cambodge                    | Membre du Parlement |
| 1959  | Célestine Ouezzin Coulibaly                                             | Haute-Volta                 | Députée à l'Assemblée nationale |
| 1959  | Ellen Mills Scarborough                                                 | Liberia                     | Députée à la Chambre des représentants |
| 1959  | Fatimah Hashim (en), Khadijah Sidek (en) et Zainon Munshi Sulaiman (en) | Malaisie                    | Membres du Dewan Rakyat |
| 1960  | Jihan al-Mosli (en) et Widad Haroun (en)                                | Syrie                       | Membres de l'Assemblée du peuple |
| 1960  | Julienne Keutcha                                                        | Cameroun                    | Députée à l'Assemblée nationale |
| 1961  | Joséphine Hundt                                                         | Togo                        | Députée à l'Assemblée nationale |
| 1962  | Iris Winnifred King                                                     | Jamaïque                    | Députée à la Chambre des représentants |
| 1962  | Florence Alice Lubega                                                   | Ouganda                     | Membre du Parlement |
| 1962  | Aishah Ghani                                                            | Malaisie                    | Sénatrice |
| 1963  | Micheline Golengo, Pierrette Kombo et Mambou Aimée Gnali                | République du Congo         | Députées à l'Assemblée nationale |
| 1963  | Shams ol-Moluk Mosahab (en) et Mehrangiz Manouchehrian (en)             | Iran                        | Sénatrices |
| 1963  | 6 femmes                                                                | Iran                        | Députées à l'Assemblée consultative |
| 1963  | Caroline Faye Diop                                                      | Sénégal                     | Députée à l'Assemblée nationale |
| 1964  | Marthe Matongo                                                          | République centrafricaine   | Députée à l'Assemblée nationale |
| 1964  | Nakatindi Wina                                                          | Zambie                      | Députée à l'Assemblée nationale |
| 1965  | Fatima Ahmed Ibrahim                                                    | Soudan                      | Députée à l'Assemblée nationale |
| 1965  | 4 femmes 2 femmes                                                       | Afghanistan                 | Députées à l'Assemblée nationale Sénatrices |
| 1966  | Loloma Livingston, Irene Jai Narayan et Losalini Raravuya Dovi          | Fidji                       | Députées au Conseil législatif |
| 1967  | Hilda Stevenson-Delhomme                                                | Seychelles                  | Députée à l'Assemblée nationale |
| 1971  | 12 femmes                                                               | Suisse                      | Onze conseillères nationales et une conseillère aux États |
| 1972  | Josephine Abaijah                                                       | Papouasie-Nouvelle-Guinée   | Députée à la Chambre d'Assemblée |
| 1975  | 6 femmes                                                                | Sao Tomé-et-Principe        | Députées à l'Assemblée nationale |
| 1975  | Tessa Fowler et Mary Gilu                                               | Vanuatu                     | Députées à l'Assemblée représentative des Nouvelles-Hébrides |
| 1980  | 16 femmes                                                               | Irak                        | Députées à l'Assemblée nationale |
| 1982  | Nyimasata Sanneh-Bojang                                                 | Gambie                      | Députée à l'Assemblée nationale |
| 1986  | Ruby Thoma                                                              | Nauru                       | Députée au Parlement |
| 1989  | 5 femmes                                                                | Niger                       | Députée à l'Assemblée nationale |
| 1989  | Naama Latasi                                                            | Tuvalu                      | Députée au Parlement |
| 1989  | Leila Sharaf                                                            | Jordanie                    | Sénatrice |
| 1993  | Latifa Bennani-Smires Badia Skalli                                      | Maroc                       | Députées à la Chambre des représentants |
| 2004  | Djoueria Abdallah                                                       | Comores                     | Députée à l'Assemblée de l'union des Comores |
| 2006  | Lateefa Al Gaood                                                        | Bahreïn                     | Membre du Conseil des représentants |
| 2009  | 4 femmes                                                                | Koweït                      | Députées à l'Assemblée nationale |
| 2021  | Perpetua Sappa Konman (en)                                              | États fédérés de Micronésie | Sénatrice au Congrès |

## Premières femmes par diplôme, titre ou décoration
| Année | Nom                           | Pays              | Première femme |
| ----- | ----------------------------- | ----------------- | --- |
| 1239  | Bettisia Gozzadini            | États pontificaux | Première femme à obtenir un doctorat de droit et à enseigner dans une université.                                                                   |
| 1678  | Elena Cornaro Piscopia        | Italie            | Première femme à obtenir un doctorat de philosophie,.                                                                                               |
| 1887  | Émilie Kempin-Spyri           | Suisse            | Première femme diplômée de droit en Suisse (doctorat).                                                                                              |
| 1888  | Marie Popelin                 | Belgique          | Première femme à obtenir un diplôme de droit en Belgique à l'Université libre de Bruxelles.                                                         |
| 1888  | Eliza Orme                    | Royaume-Uni       | Première femme à obtenir un diplôme de droit en Angleterre, à l'University College London.                                                          |
| 1889  | Laura Martínez de Carvajal    | Cuba              | Première femme à obtenir un diplôme de médecine à l'université de La Havane et première ophtalmologiste cubaine.                                    |
| 1900  | Bertha De Vriese              | Belgique          | Première femme à obtenir un diplôme de médecine à l'université de Gand.                                                                             |
| 1901  | Martha Krug-Genthe            | Allemagne         | Première femme docteure au monde en géographie en 1901.                                                                                             |
| 1902  | Julia Morgan                  | États-Unis        | Architecte diplômée de l'école des Beaux-arts de Paris.                                                                                             |
| 1910  | Judith Gautier                | France            | Première jurée à l'académie Goncourt. |
| 1911  | Lucienne Heuvelmans           | France            | Première femme lauréate du grand prix de Rome. |
| 1915  | Sophie Germain                | France            | Première femme récompensée du prix de l'Institut de France pour ses travaux (sous pseudonyme masculin) sur les vibrations de structures élastiques. |
| 1919  | Edith Clarke                  | États-Unis        | Première femme à obtenir un diplôme en génie électrique.                                                                                            |
| 1921  | Frances Kyle                  | Irlande           | Première femme admise au barreau en Irlande. |
| 1922  | Ivy Williams                  | Royaume-Uni       | Première Anglaise à devenir avocate. |
| 1979  | Yvonne Choquet-Bruhat         | France            | Première femme élue à l'Académie des sciences française.                                                                                            |
| 1980  | Marguerite Yourcenar          | France            | Première femme élue à l'Académie française. |
| 1981  | Marina d'Almeida Massougbodji | Bénin             | Première femme diplômée en cardiologie d'Afrique de l'ouest francophone.                                                                            |
| 1986  | Karen Uhlenbeck               | États-Unis        | Première femme élue à l'Académie nationale des sciences aux États-Unis.                                                                             |
| 2004  | Zaha Hadid                    | Irak, Royaume-Uni | Première architecte femme à recevoir le Prix Pritzker.                                                                                              |
| 2010  | Kathryn Bigelow               | États-Unis        | Première réalisatrice de cinéma à recevoir un Oscar.                                                                                                |
| 2014  | Maryam Mirzakhani             | Iran              | Mathématicienne, première femme récipiendaire de la médaille Fields.                                                                                |

### Prix Nobel
| Année | Nom                | Pays       | Première femme                                                                                                  |
| ----- | ------------------ | ---------- | --- |
| 1903  | Marie Curie        | France     | Première femme récipiendaire d'un prix Nobel, spécifiquement du prix Nobel de physique.                         |
| 1905  | Bertha von Suttner | Autriche   | Première femme récipiendaire d'un prix Nobel de la paix.                                                        |
| 1909  | Selma Lagerlöf     | Suède      | Première femme récipiendaire d'un prix Nobel de littérature.                                                    |
| 1911  | Marie Curie        | France     | Première femme récipiendaire d'un prix Nobel de chimie et première femme à être récompensée de deux prix Nobel. |
| 1947  | Gerty Cori         | États-Unis | Première femme récipiendaire d'un prix Nobel de physiologie ou médecine.                                        |
| 1983  | Barbara McClintock | États-Unis | Première femme récipiendaire sans partage d'un prix Nobel de physiologie ou médecine.                           |
| 2009  | Elinor Ostrom      | États-Unis | Première femme récipiendaire d'un prix Nobel d'économie.                                                        |

## Aventurières et exploratrices
| Année      | Nom                   | Pays        | Première femme                                                                                   |
| ---------- | --------------------- | ----------- | ------------------------------------------------------------------------------------------------ |
| 1775       | Jeanne Barret         | France      | Première femme à effectuer le tour du monde.                                                     |
| 1798, 1799 | Jeanne Labrosse       | France      | Première femme à piloter un ballon, première femme à sauter en parachute.                        |
| 1806, 1819 | Sophie Blanchard      | France      | Première aéronaute professionnelle, première femme à périr dans un accident aérien.              |
| 1815       | Hester Stanhope       | Royaume-Uni | Dirigea les premières fouilles archéologiques modernes en Palestine ; voyagea déguisée en homme. |
| 1847       | Ida Pfeiffer          | Autriche    | Voyagea seule autour du monde en 1847, publia des livres sur ses nombreux voyages.               |
| 1901       | Annie Edson Taylor    | États-Unis  | Première personne à survivre à la descente des chutes du Niagara dans un tonneau.                |
| 1908       | Annie Smith Peck      | États-Unis  | Première personne à gravir le Nevado Huascarán, dans les Andes.                                  |
| 1899-1912  | Fanny Bullock Workman | États-Unis  | Cartographe américaine ayant exploré les glaciers de l'Himalaya.                                 |
| 1890       | Nellie Bly            | États-Unis  | Première femme à faire le tour du monde en moins de 80 jours.                                    |
| 1915-1926  | Gertrude Bell         | Royaume-Uni | Explora et cartographia la Grande Syrie, la Mésopotamie, l'Asie Mineure et l'Arabie.             |
| 1921       | Adrienne Bolland      | France      | Première aviatrice à franchir la Cordillère des Andes.                                           |
| 1928, 1932 | Amelia Earhart        | États-Unis  | Première aviatrice à traverser l'Atlantique (en équipage, puis une nouvelle fois en solitaire).  |
| 1991       | Isabelle Autissier    | France      | Première navigatrice à faire le tour du monde en compétition.                                    |